# نشلل (حديبو)

تعديل مصدري - تعديل

نشلل هي إحدى قرى مديرية حديبو التابعة لمحافظة سقطرى، بلغ تعداد سكانها 8 نسمة حسب تعداد اليمن لعام 2004.